# Jonathan Benhamou

## Biographie
Jonathan Benhamou (né en 1983 à Paris) est un entrepreneur et investisseur français. Il est notamment connu pour avoir cofondé PeopleDoc, une société spécialisée dans la dématérialisation des ressources humaines, ainsi que Resilience, une medtech dédiée à l’accompagnement numérique des patients atteints de cancer.
Diplômé de HEC Paris[1], il commence sa carrière dès son école comme entrepreneur.

## Carrière

### PeopleDoc
En 2007, Jonathan Benhamou fonde avec Clément Buyse la société Novapost, rebaptisée ensuite PeopleDoc[2].
La société développe une plateforme SaaS de gestion RH, permettant notamment la dématérialisation des bulletins de paie et des dossiers du personnel.
PeopleDoc connaît une croissance internationale rapide et lève plus de 55 millions de dollars auprès de fonds tels qu’Accel Partners et Eurazeo[3].
En 2014, l’entreprise est reconnue par Gartner comme un « Cool Vendor » dans le domaine des technologies RH[4].
En 2018, PeopleDoc est rachetée par la société américaine Ultimate Software (devenue UKG) pour un montant estimé à environ 300 millions de dollars[5][6][7].

### Resilience
En 2021, Jonathan Benhamou cofonde avec Céline Lazorthes la société Resilience[8], une medtech spécialisée dans la prise en charge numérique des patients atteints de cancer.
La plateforme propose des outils de télésurveillance médicale, de suivi thérapeutique et d’accompagnement personnalisé.
En 2022, Resilience annonce une levée de fonds de 40 millions d’euros, soutenue par des investisseurs institutionnels et en partenariat avec l’Institut Gustave Roussy[9][10].
L’entreprise s’inscrit dans le développement de la télémédecine en oncologie en France et en Europe[11].

### Engagement sociétal
En mars 2020, au début de la pandémie de Covid-19, Jonathan Benhamou participe à la création du collectif Protège ton soignant[17], une initiative citoyenne visant à équiper rapidement les hôpitaux et professionnels de santé en matériel médical (masques, blouses, respirateurs, etc.).
Le collectif, soutenu par plusieurs entrepreneurs et personnalités françaises, a permis de lever plus de 8 millions d’euros et de financer l’achat de matériel distribué dans plus de 450 établissements de santé en France[18][19].

## Autres activités
- Senior Advisor chez Wendel depuis 2023[12].
- Ancien Venture Partner chez Alven et The Lab Ventures[13].
- Business angel dans plusieurs startups dont Pelico, Stonly, Qovery, Contentsquare, Embat, Stairwage ou encore Zankyou[14].
- Représentant français au G20 des jeunes entrepreneurs[15].
- Récompensé comme Technology Young Leader par un jury international composé d’Apple, Google, Intel, Oracle et Cisco[16].

## Distinctions
- Lauréat du prix Technology Young Leader[16].
- Lauréat du Prix Galien 2024
- Son entreprise PeopleDoc désignée « Cool Vendor » par Gartner en 2014[4].